# Kaszó (patak)
A Kaszó (más néven Kiszva, Koszivszka ukránul: Косівська [Koszivszka] vagy Кісва [Kiszva]) patak Kárpátalján, a Tisza jobb oldali mellékvize. Hossza 42 km, vízgyűjtő területe 157 km². Esése 28 ‰.

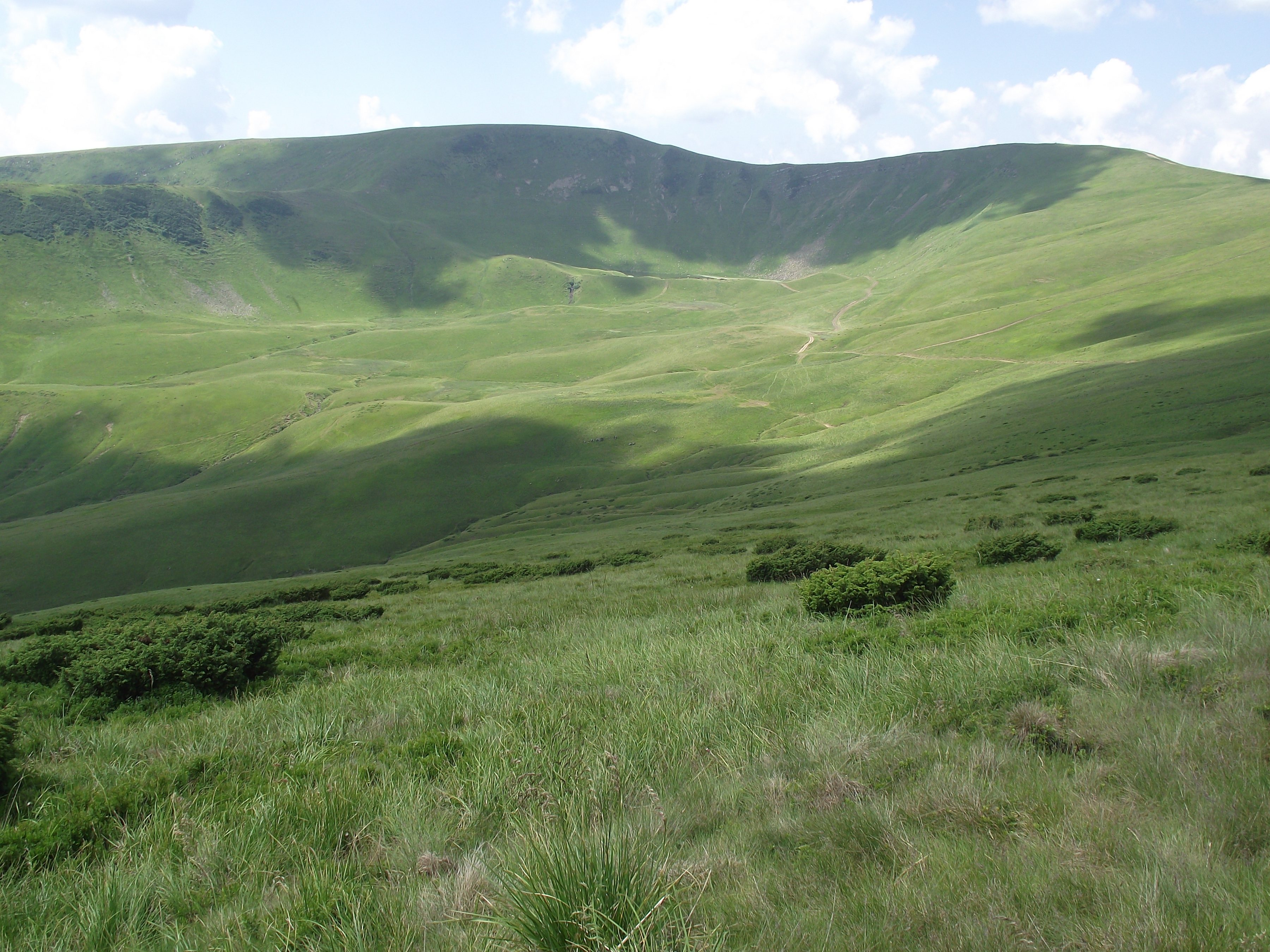
A Kaszó forrásvidéke

Lonkán ömlik a Tiszába.

## Települések a folyó mentén
- Kaszómező (Косівська Поляна)
- Lonka (Луг)